# 400 mètres haies féminin aux Jeux olympiques d'été de 2020
Pour des articles plus généraux, voir Athlétisme aux Jeux olympiques d'été de 2020 et 400 mètres haies aux Jeux olympiques.
Navigation
Rio 2016 Paris 2024
L'épreuve du 400 mètres haies féminin aux Jeux olympiques de 2020 se déroule les 31 juillet, 2 et 4 août 2021 au Stade olympique national de Tokyo, au Japon.

## Records
Avant cette compétition, les records dans cette discipline étaient les suivants : 
| Record du monde  | Sydney McLaughlin (USA) | 51 s 90 | Eugene | 27 juin 2021 |
| Record olympique | Melaine Walker (JAM)    | 52 s 64 | Pékin  | 20 août 2008 |

## Résultats

### Finale
En finale, les trois médaillées établissent trois des quatre meilleures performances de tous les temps sur 400 m haies, comme dans l'épreuve masculine.
| Rang                                | Couloir | Athlète           | Pays       | Temps de réaction | Temps   | Notes |
| ----------------------------------- | ------- | ----------------- | ---------- | ----------------- | ------- | ----- |
| Médaille d'or, Jeux olympiques      | 4       | Sydney McLaughlin | États-Unis | 0.163             | 51 s 46 | WR    |
| Médaille d'argent, Jeux olympiques  | 7       | Dalilah Muhammad  | États-Unis | 0.200             | 51 s 58 | PB    |
| Médaille de bronze, Jeux olympiques | 5       | Femke Bol         | Pays-Bas   | 0.165             | 52 s 03 | AR    |
| 4                                   | 6       | Janieve Russell   | Jamaïque   | 0.136             | 53 s 08 | PB    |
| 5                                   | 2       | Hanna Ryzhykova   | Ukraine    | 0.177             | 53 s 48 |       |
| 6                                   | 3       | Viktoriya Tkachuk | Ukraine    | 0.206             | 53 s 79 | PB    |
| 7                                   | 9       | Gianna Woodruff   | Panama     | 0.235             | 55 s 84 |       |
|                                     | 8       | Anna Cockrell     | États-Unis | 0.167             | DQ      |       |

### Demi-finales
Les 2 premières de chaque série (Q) et les 2 meilleurs temps (q) se qualifient pour la finale.

#### Demi-finale 1
| Rang | Couloir | Athlète          | Pays       | Temps de réaction | Temps | Notes |
| ---- | ------- | ---------------- | ---------- | ----------------- | ----- | ----- |
| 1    | 7       | Dalilah Muhammad | États-Unis | 0.186             | 53.30 | Q     |
| 2    | 6       | Janieve Russell  | Jamaïque   | 0.151             | 54.10 | Q     |
| 3    | 5       | Paulien Couckuyt | Belgique   | 0.164             | 54.47 | NR    |
| 4    | 4       | Carolina Krafzik | Allemagne  | 0.172             | 54.96 |       |
| 5    | 8       | Sage Watson      | Canada     | 0.163             | 55.51 |       |
| 6    | 3       | Quách Thị Lan    | Viêt Nam   | 0.188             | 56.78 |       |
| 7    | 9       | Linda Olivieri   | Italie     | 0.120             | 57.03 |       |
| 8    | 2       | Amalie Iuel      | Norvège    | 0.121             | 57.61 |       |

#### Demi-finale 2
| Rang | Couloir | Athlète            | Pays           | Temps de réaction | Temps | Notes |
| ---- | ------- | ------------------ | -------------- | ----------------- | ----- | ----- |
| 1    | 5       | Sydney McLaughlin  | États-Unis     | 0.204             | 53.03 | Q     |
| 2    | 4       | Gianna Woodruff    | Panama         | 0.207             | 54.22 | Q, NR |
| 3    | 6       | Anna Ryzhykova     | Ukraine        | 0.162             | 54.23 | q     |
| 4    | 3       | Zurian Hechavarría | Cuba           | 0.167             | 55.21 |       |
| 5    | 9       | Joanna Linkiewicz  | Pologne        | 0.157             | 55.67 |       |
| 6    | 2       | Emma Zapletalová   | Slovaquie      | 0.136             | 55.79 |       |
| 7    | 8       | Wenda Nel          | Afrique du Sud | 0.189             | 56.35 |       |
| 8    | 7       | Tia-Adana Belle    | Barbade        | 0.146             | 59.26 |       |

#### Demi-finale 3
| Rang | Couloir | Athlète             | Pays            | Temps de réaction | Temps   | Notes   |
| ---- | ------- | ------------------- | --------------- | ----------------- | ------- | ------- |
| 1    | 5       | Femke Bol           | Pays-Bas        | 0.215             | 53.91   | Q       |
| 2    | 8       | Anna Cockrell       | États-Unis      | 0.174             | 54.17   | Q       |
| 3    | 7       | Viktoriya Tkachuk   | Ukraine         | 0.224             | 54.25   | q       |
| 4    | 6       | Lea Sprunger        | Suisse          | 0.140             | 55.12   |         |
| 5    | 2       | Yadisleidis Pedroso | Italie          | 0.181             | 55.80   |         |
| 6    | 4       | Melissa González    | Colombie        | 0.191             | 57.47   |         |
| 7    | 3       | Jessica Turner      | Grande-Bretagne | 0.185             | 1:00.36 |         |
| —    | 9       | Sara Slott Petersen | Danemark        | 0.165             | DNF     | TR 22.6 |

### Séries
Les 4 première de chaque série (Q) et les 4 meilleurs temps (q) se qualifient pour la finale.

#### Série 1
| Rang | Couloir | Athlète             | Nation     | Temps de réaction | Temps | Notes |
| ---- | ------- | ------------------- | ---------- | ----------------- | ----- | ----- |
| 1    | 9       | Viktoriya Tkachuk   | Ukraine    | 0.256             | 54.80 | Q     |
| 2    | 3       | Melissa González    | Colombie   | 0.146             | 55.32 | Q, NR |
| 3    | 7       | Anna Cockrell       | États-Unis | 0.213             | 55.37 | Q     |
| 4    | 8       | Sage Watson         | Canada     | 0.176             | 55.54 | Q     |
| 5    | 6       | Yadisleidis Pedroso | Italie     | 0.186             | 55.57 | q, SB |
| 6    | 5       | Amalie Iuel         | Norvège    | 0.129             | 55.65 | q     |
| 7    | 2       | Aminat Yusuf Jamal  | Bahreïn    | 0.208             | 55.90 | SB    |
| 8    | 4       | Hanne Claes         | Belgique   | 0.174             | 56.38 | SB    |

#### Série 2
| Rang | Couloir | Athlète           | Nation          | Temps de réaction | Temps | Notes |
| ---- | ------- | ----------------- | --------------- | ----------------- | ----- | ----- |
| 1    | 2       | Anna Ryzhykova    | Ukraine         | 0.191             | 54.56 | Q     |
| 2    | 7       | Janieve Russell   | Jamaïque        | 0.159             | 54.81 | Q     |
| 3    | 9       | Paulien Couckuyt  | Belgique        | 0.182             | 54.90 | Q, NR |
| 4    | 8       | Linda Olivieri    | Italie          | 0.130             | 55.54 | Q, PB |
| 5    | 6       | Viivi Lehikoinen  | Finlande        | 0.155             | 55.67 |       |
| 6    | 3       | Noelle Montcalm   | Canada          | 0.197             | 55.85 | SB    |
| 7    | 5       | Meghan Beesley    | Grande-Bretagne | 0.165             | 55.91 |       |
| 8    | 4       | Chayenne da Silva | Brésil          | 0.165             | 57.55 |       |

#### Série 3
| Rang | Couloir | Athlète             | Nation          | Temps de réaction | Temps | Notes |
| ---- | ------- | ------------------- | --------------- | ----------------- | ----- | ----- |
| 1    | 5       | Sydney McLaughlin   | États-Unis      |                   | 54.65 | Q     |
| 2    | 7       | Gianna Woodruff     | Panama          |                   | 55.49 | Q     |
| 3    | 9       | Sara Slott Petersen | Danemark        |                   | 55.52 | Q     |
| 4    | 8       | Quách Thị Lan       | Viêt Nam        |                   | 55.71 | Q, SB |
| 5    | 3       | Eleonora Marchiando | Italie          |                   | 56.82 |       |
| 6    | 4       | Mariya Mykolenko    | Ukraine         |                   | 57.86 |       |
| —    | 6       | Leah Nugent         | Jamaïque        |                   | DQ}   |       |
| —    | 2       | Jessie Knight       | Grande-Bretagne | —                 | DNF   | —     |

#### Série 4
| Rang | Couloir | Athlète          | Nation            | Temps de réaction | Temps | Notes |
| ---- | ------- | ---------------- | ----------------- | ----------------- | ----- | ----- |
| 1    | 8       | Femke Bol        | Pays-Bas          |                   | 54.43 | Q     |
| 2    | 7       | Tia-Adana Belle  | Barbade           |                   | 55.69 | Q, SB |
| 3    | 3       | Wenda Nel        | Afrique du Sud    |                   | 56.06 | Q     |
| 4    | 5       | Jessica Turner   | Grande-Bretagne   |                   | 56.83 | Q     |
| 5    | 6       | Sarah Carli      | Australie         |                   | 56.93 | SB    |
| 6    | 9       | Yasmin Giger     | Suisse            |                   | 57.03 |       |
| —    | 2       | Ronda Whyte      | Jamaïque          | —                 | DQ}   |       |
| —    | 4       | Sparkle McKnight | Trinité-et-Tobago | —                 | DNS   | —     |

#### Série 5
| Rang | Couloir | Athlète            | Nation     | Temps de réaction | Temps | Notes |
| ---- | ------- | ------------------ | ---------- | ----------------- | ----- | ----- |
| 1    | 3       | Dalilah Muhammad   | États-Unis |                   | 53.97 | Q     |
| 2    | 5       | Carolina Krafzik   | Allemagne  |                   | 54.72 | Q, PB |
| 3    | 9       | Lea Sprunger       | Suisse     |                   | 54.74 | Q, SB |
| 4    | 8       | Joanna Linkiewicz  | Pologne    |                   | 54.93 | Q, PB |
| 5    | 6       | Zurian Hechavarría | Cuba       |                   | 54.99 | q, PB |
| 6    | 7       | Emma Zapletalová   | Slovaquie  |                   | 55.00 | q     |
| 7    | 2       | Line Kloster       | Norvège    |                   | 56.45 |       |
| 8    | 4       | Loubna Benhadja    | Algérie    |                   | 57.19 | PB    |

## Légende
Records et Performances
- AR : Record continental (area record)
- CR : Record des championnats (championship record)
- MR : Record du meeting (meet record)
- NR : Record national (national record)
- OR : Record olympique (olympic record)
- PR : Record paralympique (paralympic record)
- PB : Record personnel (personal best)
- SB : Meilleure performance personnelle de la saison (season's best)
- WL : Meilleure performance mondiale de l'année (world leader)
- WJR : Record du monde junior (world junior record)
- WR : Record du monde (world record)

Circonstances et Conditions
- DNF : N'a pas terminé (did not finish)
- DNS : N'a pas pris le départ (did not start)
- DQ : Disqualification (disqualification)
- NM : Aucun essai valable enregistré (No Mark)
- Q : Qualifié « directement » au prochain tour (ou à la prochaine compétition), lors d'une compétition majeure, grâce au classement ou à la réalisation des minima (automatic qualifier)
- q : Qualifié au prochain tour (ou à la prochaine compétition), lors d'une compétition majeure, grâce au repêchage ou à la réalisation de l'une des meilleures performances parmi celles des « non qualifiés directement » (grâce au meilleur temps ou à la meilleure distance par exemple) (secondary qualifier)